# Manne Hansson
Amandus (Manne) Hansson, född 25 november 1901 i Mollösund, död 25 juli 1992 i Göteborgs Annedals församling, var en svensk apotekare.
Han var son till Martin och Maria Hansson och från 1937 gift med Inga Wedel. Efter studentexamen i Göteborg 1921 blev han farm. kand. 1924 och avlade apotekarexamen 1929. Han arbetade som elev vid apoteket Svanen i Göteborg 1921–1924 och var anställd där 1924–1946. Han öppnade ett eget apotek i Skene 1946. Han var under en period ordförande för Svenska farmakologiförbundets Göteborgsavdelning.